# Donacoscaptes evanidella
Donacoscaptes evanidella là một loài bướm đêm trong họ Crambidae.